# Hot (album Inna)
Hot  è il primo album in studio della cantante rumena Inna, pubblicato il 4 agosto 2009 dalla Roton.
L'album ha debuttato nella classifica ufficiale polacca (agosto 2009) al 28º posto e in Repubblica Ceca (febbraio 2010) al 7°. L'edizione standard dell'album contiene undici brani mentre quella rumena ne contiene quattordici, tra cui l'ultimo singolo estratto dall'album ovvero 10 Minutes. Il singolo è rientrato nella riedizione dell'album, pubblicata nella primavera 2010.
Dall'album sono stati estratti 5 singoli: Hot, Love, Deja Vu (feat. Bob Taylor), Amazing e 10 Minutes (feat. Play & Win). In Regno Unito e Irlanda il brano Sun Is Up è stato pubblicato come sesto singolo dal primo album dell'artista rumena mentre negli altri stati è il singolo di lancio in attesa dell'uscita del secondo album intitolato I Am the Club Rocker.
Inoltre sono stati pubblicati tre singoli promozionali ovvero: Left Right, Fever e On & On.

## Descrizione
Hot è uscito inizialmente in Polonia ed in Russia nel 2009. In Repubblica Ceca, il 22 febbraio 2010, la casa discografica Universal Music ha pubblicato l'album con 17 tracce includendo la nuova hit 10 Minutes e vari remix dei singoli di successo Love e Hot. La data d'uscita dell'album in Romania è stata più volte posticipata ed Inna e i produttori Play & Win hanno affermato che ciò è avvenuto per migliorarlo. L'album è stato pubblicato anche nei Paesi Bassi, Belgio, Francia, Spagna e Germania grazie al successo di Hot e Amazing, entrambi entrati in numerose classifiche europee. La versione spagnola dell'album include la bonus track Un momento, in collaborazione con il remixer, produttore e dj Juan Magán, il brano è una versione demo, il brano ufficiale, verrà pubblicato nel 2011 e sarà incluso nella tracklist del secondo album in studio I Am the Club Rocker.
Prima di Natale 2010, è stata pubblicata in Francia una riedizione dell'album intitolata "Very Hot", contenente numerosi remix delle tracce Hot, Love e la speciale hit natalizia I Need You for Christmas pubblicata in Romania già da dicembre 2009 come singolo promozionale in formato EP con un altro brano. Il 5 giugno 2011 fu pubblicata un'altra riedizione per il Regno Unito e Irlanda includendo come nuova traccia Sun Is Up, estratto come sesto singolo che verrà certificato disco d'oro in Italia e Svizzera, invece per il mondo questo brano è il primo singolo dal nuovo album I Am the Club Rocker. Altre tracce presente in questa versione sono Un momento e i remix delle hit Hot, Love, Deja Vu (feat. Bob Taylor) e 10 Minutes (feat. Play & Win).

## Tracce
Edizione standard (2009)
1. Hot - 3:38
2. Love - 3:40
3. Days Nights - 3:23
4. Fever - 3:26
5. Left Right - 4:29
6. Amazing - 3:25
7. Don't Let The Music Die - 3:36
8. On & On - 4:39
9. Ladies - 5:08
10. Déjà Vu (con Bob Taylor) - 4:20
11. On & On (Chillout Mix) - 4:00

Tracce Bonus (Edizione ceca 2010)
1. 10 Minutes (Play & Win Radio Edit) - 3:19
2. Hot (Play & Win Club Version) - 5:03
3. Hot (Malibu Breeze Remix) - 6:52
4. Love (Club Version) - 5:01
5. Love (DJ Andi Remix) - 5:41
6. 10 Minutes (Play & Win Club Remix) - 4:09

Edizione Rumena e Brasiliana (2010)
1. Hot - 3:40
2. 10 Minutes (Play & Win Radio Edit) - 3:19
3. Love - 3:40
4. Amazing - 3:29
5. Déjà Vu (con Bob Taylor) - 4:24
6. Days Nights - 3:26
7. Fever - 3:24
8. Left Right - 4:43
9. Don't Let The Music Die - 3:38
10. On & On - 4:39
11. Ladies - 5:11
12. Hot (U.S. Radio Version) - 3:46
13. On & On (Chillout Mix) - 4:02
14. 10 Minutes (Play & Win Club Remix) - 4:09

Edizione Internazionale (Re-Release, 2010)
1. Hot - 3:40
2. Déjà Vu (con Bob Taylor) - 4:24
3. Fever - 3:24
4. Love - 3:40
5. Amazing - 3:29
6. Don't Let The Music Die - 3:38
7. 10 Minutes - 3:21
8. On & On - 4:39
9. Ladies - 5:11
10. Left Right - 4:43
11. Days Nights - 3:26
12. On & On (Chillout Mix) - 4:02

Edizione Deluxe Francese, Very Hot (2010)
1. Hot (Radio Edit) - 3:39
2. Amazing - 3:27
3. Love (Play & Win Radio Edit) - 3:38
4. Déjà Vu (con Bob Taylor) - 4:21
5. 10 Minutes - 3:18
6. On & On (Chillout Mix) - 4:00
7. Days Nights - 3:24
8. Fever - 3:33
9. Don't Let The Music Die - 3:23
10. Ladies - 5:06
11. Left Right - 4:29
12. I Need You for Christmas - 2:45
13. Hot (Daz Bailey Vocal Mix) - 7:26
14. On & On - 4:39
15. Love (Club Version) - 5:01

Edizione Spagnola (2010)
1. Hot - 3:40
2. 10 Minutes - 3:19
3. Love - 3:40
4. Amazing - 3:29
5. Déjà Vu (con Bob Taylor) - 4:24
6. On & On - 4:39
7. Days Nights - 3:26
8. Fever - 3:24
9. Left Right - 4:43
10. Don't Let The Music Die - 3:38
11. Ladies - 5:11
12. On & On (Chillout Mix) - 4:02
13. Un momento (feat. Juan Magan) - 3:39

Edizione Inglese/Re-Release Francese (2011)
1. Sun Is Up (Play & Win Radio Edit) - 3:46
2. Hot (Play & Win Radio Edit) - 3:38
3. Amazing - 3:28
4. 10 Minutes (Play & Win Radio Edit) - 3:20
5. Déjà Vu (Play & Win Radio Edit) - 4:23
6. Love (Play & Win Radio Edit) - 3:39
7. On & On (Chillout Mix) - 4:01
8. Days Night - 3:27
9. Fever - 3:26
10. Don't Let the Music Die - 3:39
11. Ladies - 5:07
12. Left Right - 4:31
13. Traccia Bonus FR: I Need You for Christmas (Play & Win Radio Version) - 2:44

Tracce Bonus (iTunes UK)
1. Un momento (feat. Juan Magan) - 3:23
2. Sun Is Up (Cahill Radio Edit) - 3:25
3. Hot (Cahill Radio Edit) - 3:01
4. Amazing (Buzz Junkies Radio Edit) - 3:31
5. 10 Minutes (Hi Def Radio Edit) - 3:31
6. Déjà Vu (Wideboys Stadium Mix) (feat. Bob Taylor)  - 3:19

## Successo commerciale
Hot debuttò, grazie alle vendite digitali, al 28º posto nella classifica ufficiale degli album in Polonia e la settimana successiva scese al 43°. In Francia l'album di Inna entrò direttamente al 9º posto nella classifica ufficiale e rimase nei primi dieci posti per due settimane consecutive mentre per due mesi nei primi venti. Sempre in Francia l'album rimane per un anno intero nella classifica dei 200 album più venduti.

## Classifiche

### Classifiche settimanali
| Classifica (2009-25) | Posizione massima |
| -------------------- | ----------------- |
| Belgio (Fiandre)     | 37                |
| Belgio (Vallonia)    | 14                |
| Europa               | 64                |
| Francia              | 9                 |
| Lituania             | 43                |
| Messico              | 54                |
| Paesi Bassi          | 68                |
| Polonia              | 28                |
| Portogallo           | 27                |
| Regno Unito          | 32                |
| Repubblica Ceca      | 7                 |
| Russia               | 16                |
| Spagna               | 77                |
| Svizzera             | 57                |
| Ungheria             | 19                |

### Classifiche di fine anno
| Classifica (2010) | Posizione |
| ----------------- | --------- |
| Francia           | 108       |
| Romania           | 8         |

## Date di pubblicazione
| Nazione         | Data              | Etichetta         |
| --------------- | ----------------- | ----------------- |
| Polonia         | 4 agosto 2009     | Universal Music   |
| Italia          | 20 novembre 2009  | Do It Yourself    |
| Stati Uniti     | 8 dicembre 2009   | Ultra Records     |
| Repubblica Ceca | Traxx             | 22 febbraio 2010  |
| Romania         | 31 marzo 2010     | Roton Romania     |
| Paesi Bassi     | 23 aprile 2010    | Spinnin Records   |
| Belgio          | 12 luglio 2010    | ARS Entertainment |
| Francia         | 22 luglio 2010    | Universal Music   |
| Spagna          | 27 settembre 2010 | Universal Music   |
| Germania        | 22 ottobre 2010   | Universal Music   |
| Austria         | 22 ottobre 2010   | Universal Music   |
| Messico         | 28 febbraio 2011  | +Más Label/EMPO   |
| Regno Unito     | 6 giugno 2011     | 3Beat             |
| Irlanda         | 6 giugno 2011     | 3Beat             |